# Corwin
Corwin, princ Ambera, jedan od glavnih likova Amberskih kronika, sin je Oberona i otac Merlina. 

### Opis
Corwin ima tamnu kosu i zelene oči. Njegove boje su crna i srebrna (siva), a simbol mu je srebrna ruža. Omiljeno oružje mu je njegov mač Grayswandir, a korištenje magije mu je jako ograničeno. Corwin je snalažljiv i lukav, te zbog toga lako pobjeđuje protivnike. Premda ga braća nadjačavaju ga u korištenju oružja (Benedict), snazi (Gérard) i magiji (Brand), on za razliku od njih ima izvanrednu sposobnost regeneracije. 
Također je najstariji zakoniti nasljednik krune, jer je njegov stariji brat Eric rođen dok im roditelji još nisu bili u braku. Svi drugi stariji potomci su se zadovoljili drugim titulama, iako je Corwin izjavio da ne bi izazvao Benedicta ako odluči preuzeti krunu.

### Prošlost
Stoljećima prije, dok je Oberon još vladao Amberom, Corwin se borio protiv Erica i skoro poginuo. Eric, bojeći se očevog gnjeva, poslao je Corwina u Englesku za vladanja kraljice Elizabete, točnije u vrijeme kuge. Corwin se lako oporavio od kuge, ali je pretrpio oštećenje mozga uzorkovanu amnezijom. Tako je nastavio sudjelovati u nekoliko stoljeća Zemljine povijesti, do '70.-ih kad ima prometnu nesreću i završava u klinici. Probudivši se bez ikakvih sjećanja, uspio je obnoviti kontakt s obitelji i vratiti se u Amber. 

### Grayswandir
Grayswandir je Corwinov mač, poznat i kao Noćni mač (dok je Brandov Werewindle Dnevni mač). U oba je urezan Uzorak, čime ih čini učinkovitim protiv stvorenja Kaosa. Grayswandir ima jedno magično svojstvo, a to je da ga Corwin može pozvati iz bilo koje sjene. Za razliku od normalnih mačeva, Grayswandir može nauditi i priviđenjima.